# Stedøy
Die Stedøy (norwegisch für Amboss-Insel, englisch Sted Island) ist eine Insel vor der Ingrid-Christensen-Küste des ostantarktischen Prinzessin-Elisabeth-Lands. Sie liegt im nordöstlichen Teil der Prydz Bay.
Norwegische Kartografen, die sie auch deskriptiv benannten, kartierten sie 1946 anhand von Luftaufnahmen, die bei der Lars-Christensen-Expedition 1936/37 entstanden.